# Pycnopodia helianthoides
La estrella girasol (Pycnopodia helianthoides)  es una especie de equinodermo asteroideo de la familia Asteriidae; es  predadora y habita en costa noroeste de Norteamérica.

## Características
Es la mayor estrella de mar conocida, pudiendo alcanzar un metro de diámetro, y también la más rápida, ya que puede moverse a una velocidad superior a los 70 cm por minuto, desplazándose con su sistema de pies ambulacrales. De su disco central surgen entre 15 y 25 brazos, largos y flexibles. Su color va desde un naranja brillante hasta el amarillo y rojo, aunque también puede adoptar un color pardo y, a veces, púrpura. Su piel tiene una textura aterciopelada y sus brazos tienen poderosas ventosas.

## Historia natural
Se asusta fácilmente en presencia de depredadores potenciales, como los peces de gran tamaño y otras estrellas marinas. Puede deshacerse de sus brazos para escapar, ya que estos le crecerán de nuevo en un plazo de unas dos semanas. Son parte de la dieta de los cangrejos rey.